# 什什曼峰

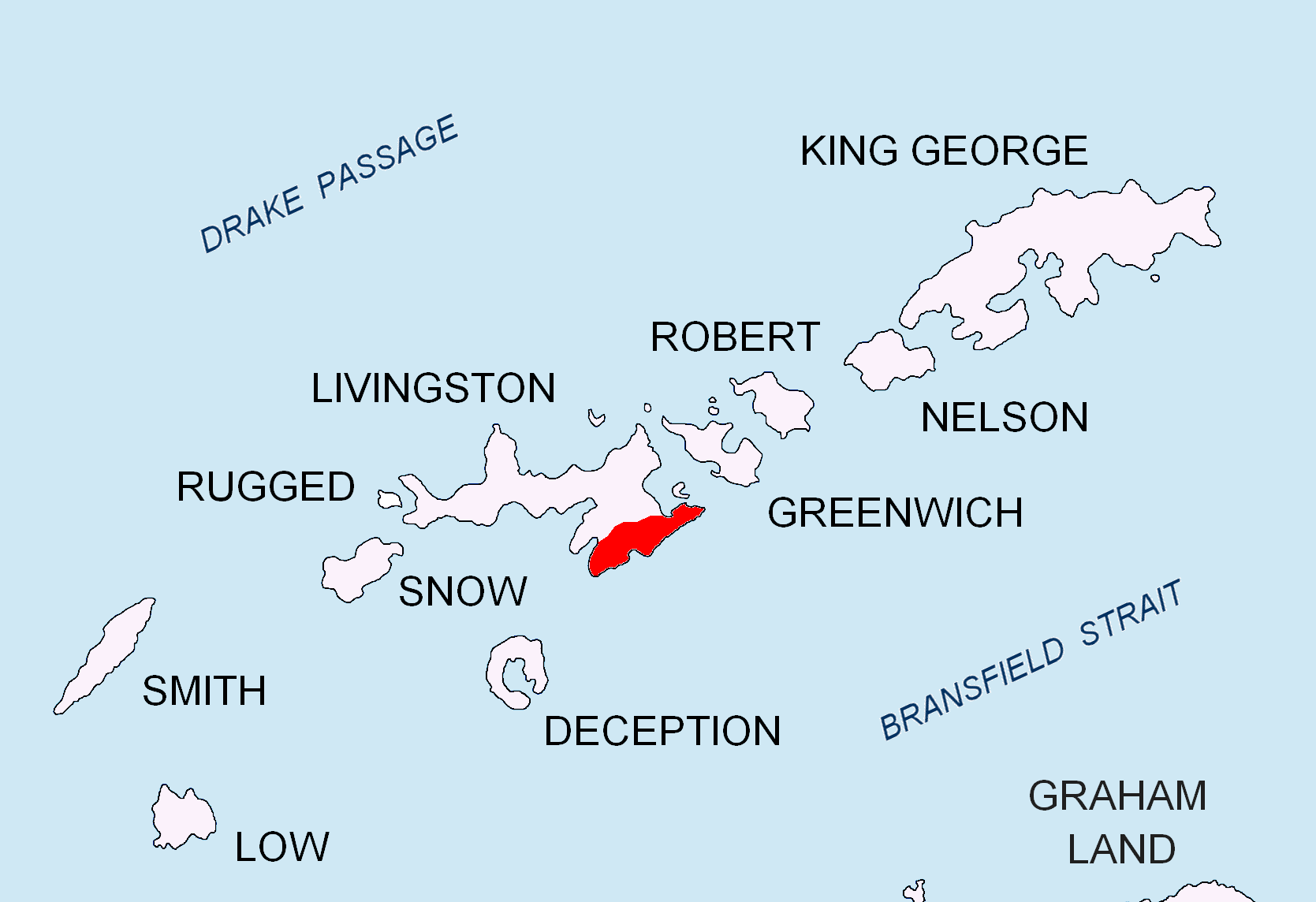

什什曼峰是南極洲的山峰，位於南設得蘭群島的利文斯頓島，屬於騰格里山脈中列夫斯基嶺的一部分，海拔高度800米，處於普洛夫迪夫峰東北面0.78公里、庫珀峰西北面1.43公里和里拉角西南面3.45公里。
62°38′59.5″S 59°59′28″W / 62.649861°S 59.99111°W

## 外部連結
- SCAR Composite Antarctic Gazetteer（页面存档备份，存于）.